# Pierre-Gabriel Buffardin

Pierre-Gabriel Buffardin (Marsella, ca. 1690 - París, 13 de enero de 1768) fue un flautista francés y compositor del periodo barroco tardío. Nacido en Provenza, Buffardin fue un solista de flauta en la corte del Elector de Sajonia en Dresde desde 1715 a 1749. Fue profesor del flautista Johann Joachim Quantz, Pietro Grassi Florio y del hermano mayor de Johann Sebastian Bach, Johann Jacob Bach, a quien conoció en Constantinopla hacia 1712.
La Sonata para Flauta es el único trabajo que con certeza escribió Buffardin. Su Concerto à cinq en Mi menor fue escrito para su virtuoso estudiante Quantz, quien decía de Buffardin: "Él sólo ha interpretado piezas rápidas, porque es en lo que mi maestro destaca".

## Discografía
- French Baroque Concertos, interpretado por Musica Antiqua Köln, dirigido por Reinhard Goebel (Ernst-Burghard Hilse, flauta).
- French Baroque Concertos, interpretado por Musica Antiqua Köln] dirigido por Reinhard Goebel (Wilbert Hazelzet, flauta)
- Flötenkonzerte des Barock, interpretado por Dresden Baroque Soloists (Eckart Haupt, flauta)

- Datos: Q324069
- Multimedia: Pierre-Gabriel Buffardin / Q324069